# Nampalari
Nampalari est une commune du Mali, dans le cercle de Niono et la région de Ségou, dont le chef-lieu est Nampala.

## Histoire
El Hadji Bougouni, chef islamique des peuls wouwarbé aurait créé le village de Nampala vers 1881.
L'ancien arrondissement de Nampala dans le cercle de Niono est devenu une commune rurale en 1996.
Le 20 décembre 2008, le mouvement rebelle touareg dirigé par Ibrahim Ag Bahanga a attaqué une garnison militaire à Nampala.

## Géographie
La commune de Nampalari est située à la frontière avec la Mauritanie.
La commune, située dans la zone du Sahel, est constituée de plaines argileuses très accidentées du Delta mort du Niger. Seuls quelques cours d'eau saisonniers et des lacs temporaires sont présents sur la commune.
Le climat est de type sahélien avec une pluviométrie ne dépassant pas 200 mm par an.
La végétation naturelle est constituée essentiellement d'arbustes épineux.
La commune compte 25 villages.

## Éducation
Une école fondamentale de 6 classes fonctionne sur la commune.

## Santé
Un Centre de santé communautaire est installé à Nampala. L’éloignement de certains villages rend son accès difficile pour une partie de la population de la commune.

## Économie
La principale activité est l’élevage (bovins, ovins et caprins), rendu difficile par la sécheresse persistante. L’artisanat est très diversifié mais il n’y a peu de débouchés.

## Politique
| Année | Maire élu        | Parti politique |
| ----- | ---------------- | --------------- |
| 2004  | Hadji Bâh        | Indépendant     |
| 2009  | Baba Bréhima Bah | Urd             |